# 科学技術・学術政策局
科学技術・学術政策局（かがくぎじゅつがくじゅつせいさくきょく、英語: Science and Technology Policy Bureau）は、文部科学省の内部部局の一つ。

## 概要
科学技術行政を扱う内部部局。文部科学省の研究部局で筆頭局と位置付けられている。

## 職務
- 科学技術に関する基本的な政策の企画及び立案並びに推進に関すること（内閣府並びに研究振興局及び研究開発局の所掌に属するものを除く）。
- 科学技術に関する研究開発に関する計画の作成及び推進に関すること（研究振興局及び研究開発局の所掌に属するものを除く）。
- 科学技術に関する関係行政機関の事務の調整に関すること（内閣府並びに研究振興局及び研究開発局の所掌に属するものを除く）。
- 学術の振興に関する基本的な政策の企画及び立案並びに推進に関すること。
- 科学技術及び学術に関する内外の動向の調査及び分析に関すること。
- 科学技術及び学術に関する統計の作成に関すること。
- 科学技術・イノベーション創出の振興に関する年次報告に関すること。
- 研究者の養成及び資質の向上に関すること（研究開発局の所掌に属するものを除く）。
- 技術者の養成及び資質の向上に関すること（文部科学省に置かれる試験研究機関及び文部科学大臣が所管する法人において行うものに限るものとし、研究開発局の所掌に属するものを除く）。
- 技術士に関すること。
- 研究開発に必要な施設及び設備（関係行政機関に重複して設置することが多額の経費を要するため適当でないと認められるものに限る）の整備（共用に供することを含む）その他の科学技術に関する研究開発の基盤の整備に関すること（研究振興局の所掌に属するものを除く）。
- 科学技術に関する研究開発に係る交流の助成に関すること。
- 前2号に掲げるもののほか、科学技術に関する研究開発の推進のための環境の整備に関すること（研究振興局の所掌に属するものを除く）。
- 文部科学省の所掌事務に係る科学技術に関する研究開発に係る交流（国際交流を除く）に関する事務の総括に関すること。
- 文部科学省の所掌事務に係る国際交流に関する事務のうち科学技術に係るものの総括に関すること（国際統括官の所掌に属するものを除く）。
- 科学技術に関する研究開発の成果の普及及び成果の活用の促進に関すること。
- 大学等における技術に関する研究成果の民間事業者への移転の促進に関する法律（平成10法律第52号）の施行に関すること。
- 発明及び実用新案の実施化の推進に関すること。
- 科学技術に関する知識の普及並びに国民の関心及び理解の増進に関すること。
- 科学技術に関する研究開発が経済社会及び国民生活に及ぼす影響に関し、評価を行うことその他の措置に関すること（研究振興局及び研究開発局の所掌に属するものを除く）。
- 文部科学省の所掌事務に係る科学技術に関する研究開発を効果的かつ効率的に行うために必要な人的及び技術的援助一般に関すること。
- 成果の実用化により極めて重要なイノベーションの創出（科学技術・イノベーション基本法（平成7年法律第130号）第2条第1項に規定するイノベーションの創出をいう。第56条第8号において同じ）をもたらす可能性のある研究開発を推進する観点からの文部科学省の所掌事務に係る科学技術に関する研究開発の実施の調整に関すること。
- 文部科学省の所掌事務に係る科学技術に関する研究開発であって公募によるものの実施の調整に関すること。
- 資源の総合的利用に関すること（他の府省の所掌に属するものを除く）。
- 学術の振興に係る国際文化交流の振興に関すること（外交政策に係るもの及び国際統括官の所掌に属するものを除く）。
- 文部科学省の所掌事務に係る国際協力に関する事務のうち科学技術及び学術に係るものに関すること（研究開発局の所掌に属するものを除く）。
- 科学技術・学術審議会の庶務（海洋開発分科会及び測地学分科会に係るものを除く）に関すること。
- 国立研究開発法人審議会の庶務に関すること。
- 科学技術・学術政策研究所の組織及び運営一般に関すること。
- 国立研究開発法人科学技術振興機構の組織及び運営一般に関すること。

## 組織
- 局長
  - 企画官
  - 学術調査官(2)
- 政策課
  - 資源室
  - 企画官
  - 専門調査官(11)
- 研究開発戦略課
- 国際研究開発政策課
  - 国際戦略室
    - 学術国際交流専門官
    - 国際研究専門官
- 人材政策課
  - 人材政策推進室
  - 研究公正推進室
- 産業連携・地域支援課
  - 大学技術移転推進室
    - 大学技術移転推進専門官

  - 地域支援企画官
  - 研究交流管理官
- 参事官 (研究環境担当)
- 科学技術・学術戦略官（制度改革・調整担当）

## 歴代科学技術・学術政策局長

### 現職
| 氏名     | 出身省庁   | 前職       | 就任年月日    |
| -------- | ---------- | ---------- | ------------- |
| 西條正明 | 科学技術庁 | 大臣官房長 | 2025年7月15日 |

### 過去
| 氏名     | 出身省庁                       | 前職                                             | 在任期間                      | 後職 |
| -------- | ------------------------------ | ------------------------------------------------ | ----------------------------- | --- |
| 林幸秀   | 科学技術庁                     | 大臣官房審議官（大臣官房担当）                   | 2003年1月10日 - 2004年1月6日  | 内閣府政策統括官（科学技術政策担当）                                                                     |
| 有本建男 | 科学技術庁                     | 大臣官房審議官（生涯学習政策担当）               | 2004年1月6日 - 2005年7月8日   | 内閣府経済社会総合研究所総括政策研究官                                                                   |
| 丸山剛司 | 科学技術庁                     | 大臣官房審議官（研究振興局担当）                 | 2005年7月8日 - 2006年1月13日  | 内閣府政策統括官（科学技術政策担当）                                                                     |
| 小田公彦 | 科学技術庁                     | 大臣官房総括審議官                               | 2006年1月13日 - 2007年1月15日 | 独立行政法人国立高等専門学校機構理事                                                                     |
| 森口泰孝 | 科学技術庁                     | 研究開発局長                                     | 2007年1月15日 - 2008年7月11日 | 官房長                                                                                                   |
| 泉紳一郎 | 科学技術庁                     | 筑波大学理事・副学長                             | 2008年7月11日 ‐ 2010年7月30日 | 内閣府政策統括官（科学技術政策担当）                                                                     |
| 合田隆史 | 文部省                         | 文化庁次長                                       | 2010年7月30日 ‐ 2012年1月6日  | 生涯学習政策局長                                                                                         |
| 土屋定之 | 科学技術庁                     | 官房長                                           | 2012年1月6日 - 2014年1月17日  | 文部科学審議官                                                                                           |
| 川上伸昭 | 科学技術庁                     | 大臣官房政策評価審議官                           | 2014年1月17日 ‐ 2016年1月1日  | 科学技術・学術政策研究所長                                                                               |
| 伊藤洋一 | 科学技術庁                     | 大臣官房総括審議官                               | 2016年1月1日 - 2017年7月11日  | 文部科学審議官                                                                                           |
| 佐野太   | 科学技術庁                     | 官房長                                           | 2017年7月11日 - 2018年7月4日  | 大臣官房付（文部科学省汚職事件で逮捕）、定年退職、SL Creations顧問、黒沢建設顧問、日本航空学園理事長補佐 |
| 戸谷一夫 | 文部科学事務次官による事務取扱 | 文部科学事務次官による事務取扱                   | 2018年7月4日 - 2018年7月27日  | |
| 松尾泰樹 | 科学技術庁                     | 大臣官房審議官 (科学技術・学術政策局担当)        | 2018年7月27日 - 2019年7月9日  | 内閣府政策統括官 (科学技術・イノベーション担当)                                                          |
| 菱山豊   | 科学技術庁                     | 大臣官房サイバーセキュリティ・政策立案総括審議官 | 2019年7月9日 - 2020年7月28日  | 大臣官房付、科学技術・学術政策研究所長                                                                   |
| 板倉康洋 | 科学技術庁                     | 量子科学技術研究開発機構執行役                   | 2020年7月28日 - 2021年7月1日  | 日本原子力研究開発機構執行役                                                                             |
| 千原由幸 | 科学技術庁                     | 内閣府科学技術・イノベーション推進事務局審議官   | 2021年7月1日 - 2022年9月1日   | 研究開発局長                                                                                             |
| 柿田恭良 | 科学技術庁                     | 大臣官房総括審議官                               | 2022年9月1日 - 2024年7月11日  | 内閣府科学技術・イノベーション推進事務局統括官                                                           |
| 井上愉一 | 科学技術庁                     | 大臣官房長                                       | 2024年7月11日 - 2025年7月15日 | |